# スコット・エルバート
ティモシー・スコット・エルバート（Timothy Scott Elbert，1985年8月13日 - ）はアメリカ合衆国・ミズーリ州ジョプリン出身の元プロ野球選手（投手）。左投左打。

## 経歴

### プロ入りとドジャース時代
2004年のMLBドラフト1巡目（全体17位）でロサンゼルス・ドジャースから指名され、6月16日に入団。この年は傘下のパイオニアリーグのルーキー級オグデン・ラプターズで12試合に登板し2勝3敗・防御率5.26だった。
2005年はA級コロンバス・キャットフィッシュでプレー。25試合に登板し8勝5敗・防御率2.66だった。
2006年はA+級ベロビーチ・ドジャースで17試合に登板し、5勝5敗・防御率2.37だった。7月にAA級ジャクソンビル・サンズへ昇格。11試合に登板し6勝4敗・防御率3.61だった。
2007年は肩を故障し、AA級ジャクソンビルで3試合の登板にとどまった。
2008年はAA級ジャクソンビルで25試合に登板し4勝1敗・防御率2.40だった。8月29日にメジャー初昇格を果たし、同日のアリゾナ・ダイヤモンドバックス戦でメジャーデビュー。2点ビハインドの6回裏から2番手として登板し、0.2回を投げ、無安打無失点1四球2奪三振だった。この年は10試合に登板し0勝1敗・防御率12.00だった。
2009年はAA級チャタヌーガ・ルックアウツで開幕を迎え、4月18日にメジャー昇格。19試合に登板し2勝0敗・防御率5.03だった。
2010年はAAA級アルバカーキ・アイソトープスで開幕を迎え、5月28日にメジャー昇格。1試合の登板にとどまった。
2011年は開幕をAAA級アルバカーキで迎え、5月にメジャー昇格。47試合に登板し0勝1敗2セーブ・防御率2.43だった。
2012年は開幕ロースター入りした。43試合に登板し1勝1敗・防御率2.20だった。8月29日に左肘の故障で故障者リスト入りし、9月18日に左肘の手術を行った。
2013年1月23日に再び肘の手術を行った。6月10日にトミー・ジョン手術を行い、2013年シーズンを全休した。
2014年2月8日に前年の手術の影響で、再び60日間の故障者リスト入りした。7月29日に故障者リストから外れたが、同日にDFAとなったが、そのままマイナーに残留。9月12日に2年ぶりにメジャー昇格した。オフの11月4日にFAとなった。

### パドレス傘下時代
2015年1月11日にサンディエゴ・パドレスとマイナー契約を結んだ。開幕を傘下のAAA級エル・パソ・チワワズで迎え、20試合に登板して0勝0敗・防御率6.52だった。6月22日に自由契約となった。

## 詳細情報

### 年度別投手成績
| 年 度     | 球 団     | 登 板 | 先 発 | 完 投 | 完 封 | 無 四 球 | 勝 利 | 敗 戦 | セ 丨 ブ | ホ 丨 ル ド | 勝 率 | 打 者 | 投 球 回 | 被 安 打 | 被 本 塁 打 | 与 四 球 | 敬 遠 | 与 死 球 | 奪 三 振 | 暴 投 | ボ 丨 ク | 失 点 | 自 責 点 | 防 御 率 | W H I P |
| --------- | --------- | ----- | ----- | ----- | ----- | -------- | ----- | ----- | -------- | ----------- | ----- | ----- | -------- | -------- | ----------- | -------- | ----- | -------- | -------- | ----- | -------- | ----- | -------- | -------- | ------- |
| 2008      | LAD       | 10    | 0     | 0     | 0     | 0        | 0     | 1     | 0        | 2           | .000  | 31    | 6.0      | 9        | 2           | 4        | 0     | 1        | 8        | 0     | 0        | 8     | 8        | 12.00    | 2.17    |
| 2009      | LAD       | 19    | 0     | 0     | 0     | 0        | 2     | 0     | 0        | 3           | 1.000 | 83    | 19.2     | 19       | 4           | 7        | 0     | 0        | 21       | 1     | 0        | 11    | 11       | 5.03     | 1.32    |
| 2010      | LAD       | 1     | 0     | 0     | 0     | 0        | 0     | 0     | 0        | 0           | ----  | 6     | 0.2      | 1        | 0           | 3        | 0     | 0        | 0        | 0     | 0        | 1     | 1        | 13.50    | 6.00    |
| 2011      | LAD       | 47    | 0     | 0     | 0     | 0        | 0     | 1     | 2        | 7           | .000  | 139   | 33.1     | 27       | 1           | 14       | 4     | 1        | 34       | 2     | 0        | 9     | 9        | 2.43     | 1.23    |
| 2012      | LAD       | 43    | 0     | 0     | 0     | 0        | 1     | 1     | 0        | 9           | .500  | 133   | 32.2     | 27       | 3           | 13       | 1     | 1        | 29       | 3     | 0        | 8     | 8        | 2.20     | 1.22    |
| 2014      | LAD       | 7     | 0     | 0     | 0     | 0        | 1     | 0     | 0        | 1           | 1.000 | 18    | 4.1      | 4        | 0           | 1        | 0     | 0        | 2        | 0     | 0        | 1     | 1        | 2.08     | 1.15    |
| 通算：6年 | 通算：6年 | 127   | 0     | 0     | 0     | 0        | 4     | 3     | 2        | 22          | .571  | 410   | 96.2     | 87       | 10          | 42       | 5     | 3        | 94       | 6     | 0        | 38    | 38       | 3.54     | 1.33    |

- 2013年度シーズン終了時

### 背番号
- 57 (2008年 - 2012年, 2014年)